# Maarten Martens
Maarten Martens (Eeklo, 2 de julho de 1984) é um treinador e ex-futebolista belga que atuava como atacante. Atualmente comanda o AZ Alkmaar.

## Carreira
Martens integrou o elenco da Seleção Belga de Futebol, que competiu nos Jogos Olímpicos de Verão de 2008.. 